# Satyria

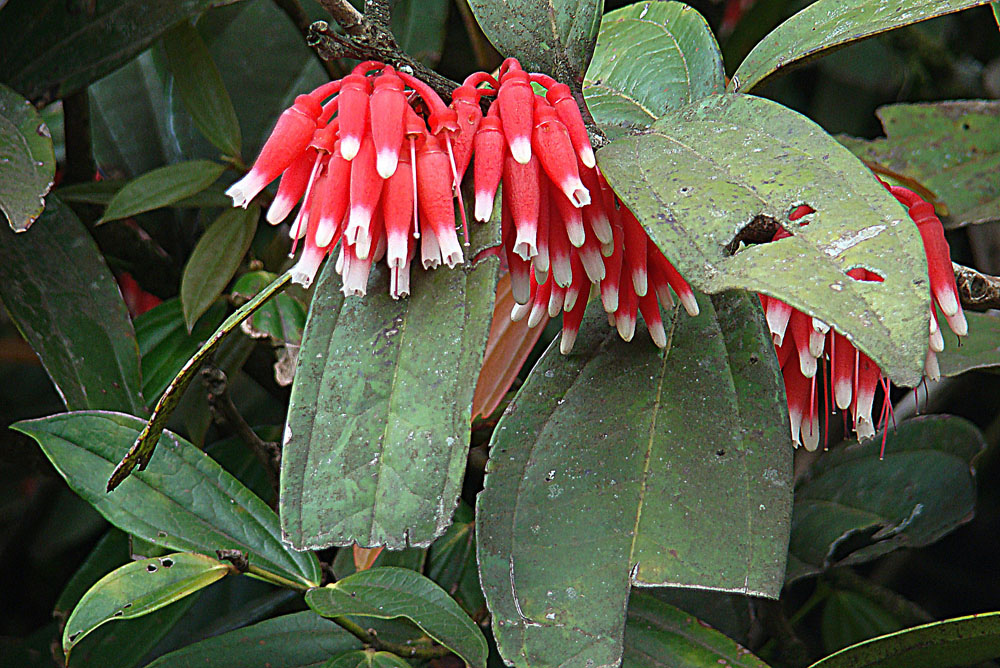
Satyria warszewiczii

Satyria je rod dvouděložných rostlin z čeledi vřesovcovité. Jsou to pozemní nebo epifytní keře se střídavými listy a válcovitými pětičetnými květy v převislých květenstvích, která často vyrůstají ze starších větví. Rod zahrnuje celkem 25 druhů a je rozšířen v tropické Americe. Většina druhů roste v horách.

## Popis
Zástupci rodu Satyria jsou pozemní nebo epifytní stálezelené keře se střídavými, kožovitými, krátce řapíkatými, celokrajnými listy. Žilnatina listů je od báze tří až pětižilná nebo výjimečně zpeřená. Květy jsou pětičetné, často převislé, uspořádané v hroznech či svazečcích, obvykle vyrůstajících kauliflorně ze starších větví. Kalich je srostlý, zakončený 5 laloky. Koruna je válcovitá, dužnatá, zakončená 5 krátkými, trojúhelníkovitými laloky. Tyčinek je 10 a nevyčnívají z květů. Jejich nitky jsou do více než poloviny srostlé v pevnou trubičku. Semeník je spodní, niťovitá čnělka je zakončená uťatou bliznou. Plodem je bobule.

## Rozšíření
Rod zahrnuje 25 druhů. Je rozšířen v tropické Americe od jižního Mexika po Brazílii a Bolívii. Nejvíc druhů se vyskytuje v horách Kolumbie.

## Taxonomie
Rod Satyria je v rámci čeledi vřesovcovité řazen do podčeledi Vaccinioideae a tribu Vaccinieae. Mezi blízce příbuzné rody patří např. Thibaudia, Cavendishia a Orthaea.